# Route nationale 380
Die Route nationale 380, kurz N 380 oder RN 380, war eine französische Nationalstraße.
Die Straßennummer wurde erstmals im Jahr 1933 in das Nationalstraßennetz aufgenommen.
Die Straße verlief von der N 3 östlich von Dormans aus zu einer Kreuzung mit den Nationalstraßen N 46 und N 77 westlich von Vouziers.
Ihre Gesamtlänge betrug 83 Kilometer.
Im Jahr 1973 erfolgte die Abstufung zur Département-Straße D 980.